# Гаражна вулиця (Київ, Жовтневий район)
Гара́жна ву́лиця — зникла вулиця, що існувала в Жовтневому, нині Солом'янському районі міста Києва, місцевість Караваєві дачі. Пролягала від вулиці Професора Караваєва до Польової вулиці.

## Історія
Вулиця утворилася в 1940-ві роки під назвою 448-ма Нова. Назву Гаражна вулиця набула 1944 року.
Ліквідована разом із навколишньою малоповерховою забудовою наприкінці 1970-х — на початку 1980-х років.